# Pyeongtaek Citizen FC
Pyeongtaek Citizen FC ist ein Fußballfranchise aus Pyeongtaek in Südkorea. Der Verein spielt aktuell in der K4 League, der vierthöchsten Spielklasse Südkoreas.

## Geschichte

### Gründung (2016/2017)
Die Stadtverwaltung Pyeongtaeks gab am 2. Dezember 2016 bekannt, für die Saison 2017 einen Verein gründen zu wollen. Als Trainer wurde Jo Jeong-ho verpflichtet. Am 18. Februar 2017 wurde der Verein offiziell unter den Namen Pyeongtaek Citizen FC gegründet.

### Erste Spielzeiten (2017–2019)
Die erste Premierensaison verlief erfolgreich. Nach Ende der Saison stand der Verein auf dem dritten Tabellenplatz und qualifizierte sich damit für die Play-off-Spiele um die K3 League Advance. Im Play-off-Halbfinale konnte er zuhause Buyeo FC mit 3:0 schlagen. Anschließend empfingen sie Zuhause im Play-off-Finale den FC Uijeongbu. Das Spiel endete 2:2. Da Pyeongtaek jedoch das Heimrecht besaß, wurde das Spiel zugunsten der Heimmannschaft als Sieg gewertet, sodass Pyeongtaek in ihrer Premierensaison den Aufstieg feiern konnte. In ihrer Premieren-Pokalsaison trafen sie in der 1. Runde auf die Amateurmannschaft Ulsan Sejong Industrial, die sie mit 5:2 besiegten. In der 2. Runde trafen sie auf U-League-Mitglied Gwangju-Honam-Universität. Das Spiel endete 0:1.
Die erste Viertliga-Saison verlief erfolgreich. Der Verein spielte zunächst gegen den Abstieg, konnte sich aber nach und nach immer weiter von den letzten drei Teams entfernen, sodass der Klassenerhalt gesichert werden konnte. Auch die Pokalsaison konnte als Erfolg gewertet werden. In ihrer ersten Runde trafen sie auf die Yeungnam University, die im Elfmeterschießen mit 4:3 bezwungen werden konnte. In der darauffolgenden Runde trafen sie auf den Ligakonkurrenten Gimpo Citizen FC, denen sie mit 1:2 unterlagen. Am Ende der Spielzeit stand die Mannschaft auf dem letzten Platz. Da die KFA zur neuen Spielzeit die neu gegründeten Halbprofiligen K3 League und K4 League ins Leben rief, beantragte der Verein ein Lizenzierungsverfahren für die neu gegründeten Ligen. Die KFA erteilte ihnen die Lizenz und ordnete sie in die neu gegründete K3 League ein. Damit stieg der Verein sportlich nicht ab. Im Pokal schied der Verein in ihrer ersten Hauptrunde aus. Gegen die Honam-Universität unterlag der Verein mit 4:5 und schied somit direkt aus. 

### Gegenwart
Zur Premierenspielzeit der neu gegründeten K3 League lag das Ziel auf dem Klassenerhalt. Dazu wurden vor allem Rookie-Spieler verpflichtet und der Kader punktuell verstärkt. Am Ende der regulären Spielzeit lag die Mannschaft von Jo Jeong-ho auf Platz 12 und qualifizierte sich somit für die Abstiegsrunde. In der Abstiegsrunde konnte sich der Verein auf Platz 12 halten und dadurch den Klassenerhalt feiern. Auch im Pokal konnte man einen kleinen Erfolg feiern. In der ersten Hauptrunde des Pokals empfing man die Amateurmannschaft von Yangju Deokye FV, gegen die sich der Verein mit 5:0 durchsetzen konnte. In der darauffolgenden Runde unterlag er knapp gegen den Ligakonkurrenten Gyeongju Citizen FC mit 0:1. Nach Ende der Spielzeit wurde der Vertrag mit Jo Jeong-ho nicht mehr verlängert. Nach vier Spielzeiten musste er damit den Verein verlassen. Sein Nachfolger wurde Yun Sang-cheol. 
Auch in der darauffolgenden Saison 2021 lag der Fokus auf den Klassenerhalt. Allerdings zeichnete sich schon von Anfang der Spielzeit der Abstiegskampf an. Vor Ende des Spieltages lag der Verein auf Platz 13 und somit kurz vor dem Klassenerhalt. Allerdings gab die KFA bekannt, dass aufgrund von finanziellen Unregelmäßigkeiten dem Verein 20 Punkte entzogen würden, womit sie als Absteiger vor dem letzten Spieltag feststanden. Hintergrund für den Punktabzug war der Verzug der Auszahlung von Spielergehältern von bis zu einem Jahr, worauf der Verband mit Punktabzug reagierte. Weiter gab der Fußballverband bekannt, wenn die Gehälter nicht bis Jahresende ausgeglichen wurden, drohe dem Verein ein Ausschluss aus der K4 League. Der Verein beglich die Gehälterverzüge bis Jahresende und konnte somit normal am Spielbetrieb der K4 League antreten. Auch die Pokalsaison verlief wie die Vorherige. In der 1. Hauptrunde des Korean FA Cup´s empfingen sie das Amateurteam von Jeongeup Phoenixs FC, gegen welche sie sich mit 2:1 knapp in der Verlängerung durchsetzen konnte. In der darauffolgenden Runde empfangen sie das Erstliga-Team Gimcheon Sangmu FC, gegen welche sie allerdings deutlich mit 0:8 unterlagen.

## Historie-Übersicht
| Saison | Liga              | Kl. | Vereine | Spiele | Pl. | S | U | N  | Tore  | Pkt. | KFA Cup       | K3-League-Play-off | Trainer        |
| 2017   | K3 League Basic   | 5   | 9       | 16     | 3.  | 8 | 3 | 5  | 38:25 | 27   | 2. Hauptrunde | Play-off-Gewinner  | Jo Jeong-ho    |
| 2018   | K3 League Advance | 4   | 12      | 22     | 9.  | 7 | 4 | 11 | 28:34 | 25   | 3. Hauptrunde | Nicht qualifiziert | Jo Jeong-ho    |
| 2019   | K3 League Advance | 4   | 12      | 22     | 12. | 3 | 2 | 17 | 22:46 | 11   | 2. Hauptrunde | Nicht Qualifiziert | Jo Jeong-ho    |
| 2020   | K3 League         | 3   | 16      | 22     | 12. | 6 | 5 | 11 | 24:40 | 23   | 2. Hauptrunde | Nicht Qualifiziert | Jo Jeong-ho    |
| 2021   | K3 League         | 3   | 15      | 28     | 15. | 5 | 7 | 16 | 20:38 | 2    | 2. Hauptrunde | Nicht Qualifiziert | Yun Sang-cheol |
| 2022   | K4 League         | 4   | 18      | 34     |     |   |   |    | -:-   |      | 1. Hauptrunde |                    | Yun Sang-cheol |

| Legende                 | Legende | Legende | Legende | Legende | Legende | Legende | Legende | Legende |
| ----------------------- | ------- | ------- | ------- | ------- | ------- | ------- | ------- | ------- |
| Abstieg zum Saisonende  |         |         |         |         |         |         |         |         |
| Aufstieg zum Saisonende |         |         |         |         |         |         |         |         |

## Stadion
| Stadion | Name                          | Eigentümer                 | Eröffnung | Nutzungszeitraum | Nutzungszeitraum |
| Stadion | Name                          | Eigentümer                 | Eröffnung | Von              | Bis              |
| ------- | ----------------------------- | -------------------------- | --------- | ---------------- | ---------------- |
|         | Sosabeol-Reports-Town-Stadion | Stadtverwaltung Pyeongtaek | n. b.     | 2017             | Bis jetzt        |

## Besonderheiten
- Der Verein besitzt im Ligavergleich eine breite Fanbase und hat einen der höchsten Zuschauerschnitte des K3-Verbandes
- Die Fans von Pyeongtaek unterhalten eine Fanfreundschaft zu Bucheon FC 1995